# Borolia negrottoi
Borolia negrottoi är en fjärilsart som beskrevs av Emilio Berio 1940. Borolia negrottoi ingår i släktet Borolia och familjen nattflyn. Inga underarter finns listade i Catalogue of Life.